# Пальмов, Виктор Никандрович

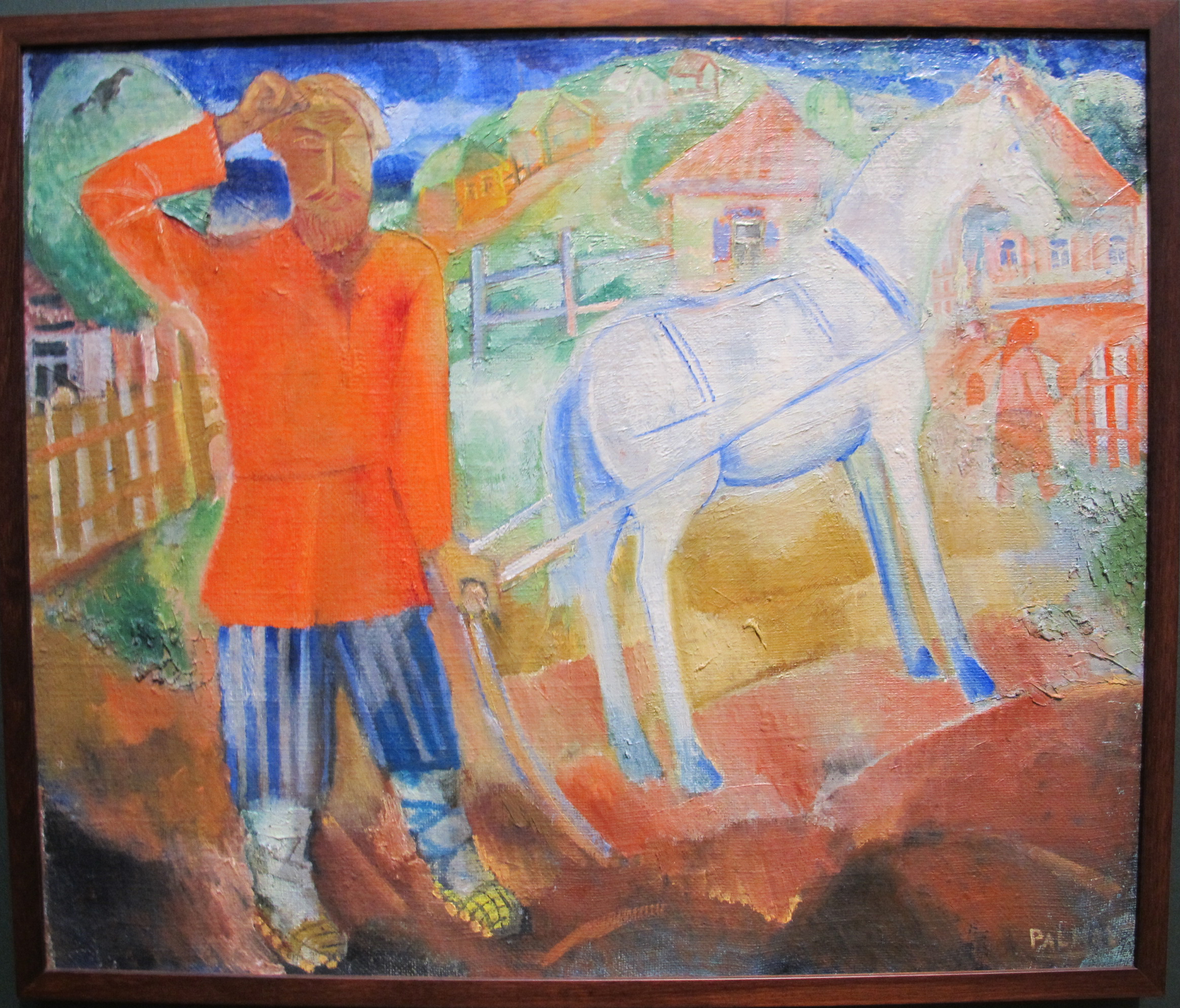

Виктор Никандрович Пальмов (укр. Віктор Никандрович Пальмов; 29 сентября (10 октября) 1888, Самара — 7 июля 1929, Киев) — русский и советский художник-футурист.

## Биография
В. Н. Пальмов родился в семье преподавателя Самарской духовной семинарии Никандра Викторовича Пальмова и Марии Григорьевны Пальмовой (в девичестве Разумовской), учился живописи в 1911—1914 годах в Московском училище живописи, ваяния и зодчества. В 1919-1920 гг. участник футуристической литературно-художественной группы Творчество.
В 1920—1921 годах он, совместно с Д. Д. Бурлюком, совершает поездку в Японию. В период с 1923 по 1924 год В. Н. Пальмов сотрудничает с московским журналом ЛЕФ, вокруг которого группировались представители российского авангарда 1920-х годов — конструктивисты, футуристы и формалисты; В. Н. Пальмов являлся создателем художественного стиля «Цветистость».
В 1925 году художник, вместе в Д. Д. Бурлюком, В. Г. Меллером, В. Д. Ермиловым, А. К. Богомазовым и А. В. Хвостенко-Хвостовым, вступает в Ассоциацию революционного искусства Украины. В 1927 году он, совместно с Марком Эпштейном и Анатолием Петрицким, создаёт Украинский союз художников.
С 1925 по 1929 год В. Н. Пальмов также на преподавательской работе, он — профессор в Киевском Художественном Институте, наряду с А. К. Богомазовым, В. Г. Меллером и В. Е. Татлиным.
Умер в Киеве 7 июля 1929 года в результате неудачной операции. Похоронен на Лукьяновском кладбище.